# Piletocera nudicornis
Piletocera nudicornis là một loài bướm đêm trong họ Crambidae.